# Élections législatives de 1902 dans le Finistère
Les élections législatives dans le Finistère ont lieu les dimanche 27 avril 1902 et 11 mai 1902. Elles ont pour but d'élire les députés représentant le département à la Chambre des députés pour un mandat de quatre années.

## Députés sortants
Armand Jaouen (Radical) est mort le 16 aout 1901. Émile Cloarec (Union démocratique) est élu le 15 septembre 1901 pour le remplacer.
Yves-Gabriel Miossec (Progressiste libéral) décède le 20 mars 1900. Gabriel Miossec (Progressiste libéral), son fils, est élu lors de la partielle du 18 juin 1900 pour le remplacer.
| Députés | Députés                 | Parti                           | Fonctions lors de l'élection en 1902                                      |
| ------- | ----------------------- | ------------------------------- | ------------------------------------------------------------------------- |
|         | Auguste Isnard          | Radical-socialiste              | Avocat.                                                                   |
|         | Louis Dubuisson         | Radical                         | Conseiller général de Châteauneuf-du-Faou. Médecin.                       |
|         | Émile Cloarec           | Union démocratique              | Maire de Ploujean. Avoué.                                                 |
|         | Louis Hémon             | Progressiste-Union démocratique | Conseiller général de Fouesnant. Avocat.                                  |
|         | Sélim Cosmao-Dumenez    | Progressiste libéral            | Conseiller général du Pont-l'Abbé. Médecin.                               |
|         | James de Kerjégu        | Progressiste libéral            | Conseiller général du Scaër. Diplomate.                                   |
|         | Yves-Gabriel Miossec    | Progressiste libéral            | Commerçant.                                                               |
|         | Hippolyte Gayraud       | Rallié-Démocrate chrétien       | Abbé, Théologien.                                                         |
|         | Albert de Mun           | Rallié-Conservateur             | Conseiller général de Plouzévédé, maire de Cléder. Propriétaire agricole. |
|         | François-Émile Villiers | Conservateur                    | Conseiller général de Daoulas. Chef de cabinet, propriétaire agricole.    |

## Mode de scrutin
L'élection se fait donc au scrutin d'arrondissement, soit un mode uninominal majoritaire à deux tours. 
La circonscription pour l'élection est l'arrondissement. 
Le scrutin est individuel, chaque arrondissement élisant un député. 
Les arrondissements qui ont plus de cent mille habitants sont divisés. Dans ce cas on élit un député par circonscription électorale crée.
Seul l'arrondissement de Quimperlé n'est pas divisé. Celui de Brest est séparé en trois circonscriptions, ceux de Quimper, Châteaulin et Morlaix en deux.
L'article 18 précise qu'il faut réunir pour être élu au premier tour :
1. La majorité absolue des suffrages exprimés ;
2. Un nombre de suffrages égal au quart des électeurs inscrits.

Au deuxième tour la majorité relative suffit. En cas d'égalité c'est le plus âgé qui est élu.

## Résultats par arrondissement

### Arrondissement de Brest

#### 1recirconscription
Brest-1 regroupe les cantons de Brest-1, Brest-2 et Brest-3.
| Candidats      | Candidats      | Étiquette            | Premier tour | Premier tour | Deuxième tour | Deuxième tour |
| Candidats      | Candidats      | Étiquette            | Voix         | %            | Voix          | %             |
| -------------- | -------------- | -------------------- | ------------ | ------------ | ------------- | ------------- |
|                | Auguste Isnard | Radical-socialiste   | 6 843        | 44,82        | 8 172         | 50,40         |
|                | Henri Homo     | Nationaliste-Rép.ind | 4 422        | 28,96        | 8 023         | 49,48         |
|                | Louis Nény     | Progressiste libéral | 2 901        | 19,00        |               |               |
|                | Jean Vibert    | Socialiste           | 1 103        | 7,22         |               |               |
|                |                |                      |              |              |               |               |
| Inscrits       | Inscrits       | Inscrits             | 26 474       | 100,00       | 26 473        | 100,00        |
| Votants        | Votants        | Votants              | 15 354       | 58,00        | 16 289        | 61,53         |
| Abstention     | Abstention     | Abstention           | 11 120       | 42,00        | 10 184        | 38,47         |
| Blancs et nuls | Blancs et nuls | Blancs et nuls       | 85           | 0,55         | 73            | 0,45          |
| Exprimés       | Exprimés       | Exprimés             | 15 269       | 99,45        | 16 216        | 99,55         |

#### 2ecirconscription
Brest-2 regroupe les cantons de Daoulas, Ploudiry, Landerneau, Plabennec.
Joseph Boucher (Royaliste) ne se représente pas.
| Candidats      | Candidats                        | Étiquette      | Premier tour | Premier tour |
| Candidats      | Candidats                        | Étiquette      | Voix         | %            |
| -------------- | -------------------------------- | -------------- | ------------ | ------------ |
|                | François-Émile Villiers (fils) * | Monarchiste    | 10 906       | 95,78        |
|                | François David                   | POF            | 58           | 0,53         |
|                |                                  |                |              |              |
| Inscrits       | Inscrits                         | Inscrits       | 16 836       | 100,00       |
| Votants        | Votants                          | Votants        | 11 387       | 67,64        |
| Abstention     | Abstention                       | Abstention     | 5 449        | 32,36        |
| Blancs et nuls | Blancs et nuls                   | Blancs et nuls | 421          | 3,70         |
| Exprimés       | Exprimés                         | Exprimés       | 10 966       | 96,30        |

*sortant

#### 3ecirconscription
Brest-3 regroupe les cantons de Saint-Renan, Ouessant, Ploudalmézeau, Lannilis et Lesneven.
Théodore Lefèvre est un candidat fantaisiste qui est publiciste à Paris.
| Candidats      | Candidats           | Étiquette                 | Premier tour | Premier tour |
| Candidats      | Candidats           | Étiquette                 | Voix         | %            |
| -------------- | ------------------- | ------------------------- | ------------ | ------------ |
|                | Hippolyte Gayraud * | Rallié-Démocrate chrétien | 8 671        | 61,02        |
|                | Yves Stéphan        | Conservateur              | 5 511        | 38,78        |
|                | Paul Pau            | POF                       | 8            | 0,06         |
|                | Théodore Lefèvre    | Progressiste              | 4            | 0,03         |
|                |                     |                           |              |              |
| Inscrits       | Inscrits            | Inscrits                  | 18 283       | 100,00       |
| Votants        | Votants             | Votants                   | 14 373       | 78,61        |
| Abstention     | Abstention          | Abstention                | 3 910        | 21,39        |
| Blancs et nuls | Blancs et nuls      | Blancs et nuls            | 162          | 1,13         |
| Exprimés       | Exprimés            | Exprimés                  | 14 211       | 98,87        |

*sortant

### Arrondissement de Châteaulin

#### 1recirconscription
Chateaulin-1 regroupe les cantons de Crozon, Châteaulin, Faou et Pleyben.
Yves-Gabriel Miossec (Progressiste libéral) décède le 20 mars 1900. Gabriel Miossec (Progressiste libéral), son fils, est élu lors de la partielle du 18 juin 1900 pour le remplacer.
| Candidats      | Candidats         | Étiquette            | Premier tour | Premier tour |
| Candidats      | Candidats         | Étiquette            | Voix         | %            |
| -------------- | ----------------- | -------------------- | ------------ | ------------ |
|                | Gabriel Miossec * | Progressiste libéral | 7 325        | 85,24        |
|                | Louis Dominico    | Radical              | 1 121        | 13,05        |
|                | Victor Cauderlier | POF                  | 141          | 1,64         |
|                |                   |                      |              |              |
| Inscrits       | Inscrits          | Inscrits             | 18 126       | 100,00       |
| Votants        | Votants           | Votants              | 11 070       | 61,07        |
| Abstention     | Abstention        | Abstention           | 7 056        | 38,93        |
| Blancs et nuls | Blancs et nuls    | Blancs et nuls       | 2 487        | 22,47        |
| Exprimés       | Exprimés          | Exprimés             | 8 583        | 77,53        |

*sortant

#### 2ecirconscription
Chateaulin-2 regroupe les cantons de Carhaix, Châteauneuf-du-Faou et Huelgoat.
Émile Gourvil (Progressiste) ne se représente pas.
| Candidats      | Candidats            | Étiquette                  | Premier tour | Premier tour |
| Candidats      | Candidats            | Étiquette                  | Voix         | %            |
| -------------- | -------------------- | -------------------------- | ------------ | ------------ |
|                | Louis Dubuisson *    | Union démocratique-Radical | 6 762        | 61,49        |
|                | Jean-François Corbel | Conservateur               | 4 186        | 38,07        |
|                | Auguste Vallet       | POF                        | 47           | 0,43         |
|                |                      |                            |              |              |
| Inscrits       | Inscrits             | Inscrits                   | 14 099       | 100,00       |
| Votants        | Votants              | Votants                    | 11 145       | 79,05        |
| Abstention     | Abstention           | Abstention                 | 2 954        | 20,95        |
| Blancs et nuls | Blancs et nuls       | Blancs et nuls             | 148          | 1,33         |
| Exprimés       | Exprimés             | Exprimés                   | 10 997       | 98,67        |

*sortant

### Arrondissement de Morlaix

#### 1recirconscription
Morlaix-1 regroupe les cantons de Morlaix, Lanmeur, Plouigneau, Saint-Thégonnec et Sizun.
Armand Jaouen (Radical) est mort le 16 août 1901. Émile Cloarec (Union démocratique) est élu le 15 septembre 1901 pour le remplacer.
Pierre Prigent se retire avant l'élection en faveur de Charles Rolland.
| Candidats      | Candidats       | Étiquette              | Premier tour | Premier tour |
| Candidats      | Candidats       | Étiquette              | Voix         | %            |
| -------------- | --------------- | ---------------------- | ------------ | ------------ |
|                | Émile Cloarec * | Union démocratique     | 9 086        | 80,34        |
|                | Charles Rolland | Socialiste fouriériste | 2 222        | 19,65        |
|                | Pierre Prigent  | Socialiste             | 3            | 0,03         |
|                | Ernest Lozach   | POF                    | 1            | 0,01         |
|                |                 |                        |              |              |
| Inscrits       | Inscrits        | Inscrits               | 19 864       | 100,00       |
| Votants        | Votants         | Votants                | 12 582       | 63,34        |
| Abstention     | Abstention      | Abstention             | 7 282        | 36,66        |
| Blancs et nuls | Blancs et nuls  | Blancs et nuls         | 1 272        | 10,11        |
| Exprimés       | Exprimés        | Exprimés               | 11 310       | 89,89        |

*sortant

#### 2ecirconscription
Morlaix-2 regroupe les cantons de Taulé, Landivisiau, Plouescat, Plouzévédé et Saint-Pol-de-Léon.
| Candidats      | Candidats       | Étiquette      | Premier tour | Premier tour |
| Candidats      | Candidats       | Étiquette      | Voix         | %            |
| -------------- | --------------- | -------------- | ------------ | ------------ |
|                | Albert de Mun * | Conservateur   | 13 433       | 94,83        |
|                | Georges Victor  | POF            | 54           | 0,40         |
|                |                 |                |              |              |
| Inscrits       | Inscrits        | Inscrits       | 19 067       | 100,00       |
| Votants        | Votants         | Votants        | 14 165       | 74,29        |
| Abstention     | Abstention      | Abstention     | 4 902        | 25,71        |
| Blancs et nuls | Blancs et nuls  | Blancs et nuls | 670          | 0,46         |
| Exprimés       | Exprimés        | Exprimés       | 13 495       | 99,53        |

*sortant

### Arrondissement de Quimper

#### 1recirconscription
Quimper-1 regroupe les cantons de Quimper, Fouesnant, Briec et Concarneau.
| Candidats      | Candidats                     | Étiquette                       | Premier tour | Premier tour |
| Candidats      | Candidats                     | Étiquette                       | Voix         | %            |
| -------------- | ----------------------------- | ------------------------------- | ------------ | ------------ |
|                | Louis Hémon *                 | Progressiste-Union démocratique | 7 519        | 51,91        |
|                | Henri de Beauchef de Servigny | Conservateur                    | 6 959        | 48,05        |
|                | Camille Séguinaud             | POF                             | 6            | 0,04         |
|                |                               |                                 |              |              |
| Inscrits       | Inscrits                      | Inscrits                        | 17 891       | 100,00       |
| Votants        | Votants                       | Votants                         | 14 550       | 81,33        |
| Abstention     | Abstention                    | Abstention                      | 3 341        | 19,67        |
| Blancs et nuls | Blancs et nuls                | Blancs et nuls                  | 66           | 0,45         |
| Exprimés       | Exprimés                      | Exprimés                        | 14 484       | 99,55        |

*sortant

#### 2ecirconscription
Quimper-2 regroupe les cantons de Douarnenez, Pont-Croix, Plogastel-Saint-Germain et Pont-l'Abbé.
| Candidats      | Candidats         | Étiquette            | Premier tour | Premier tour |
| Candidats      | Candidats         | Étiquette            | Voix         | %            |
| -------------- | ----------------- | -------------------- | ------------ | ------------ |
|                | Georges Le Bail   | Radical              | 12 501       | 59,14        |
|                | Charles Delaporte | Nationaliste-Rép.ind | 8 624        | 40,80        |
|                | François Gervaud  | POF                  | 7            | 0,03         |
|                |                   |                      |              |              |
| Inscrits       | Inscrits          | Inscrits             | 26 973       | 100,00       |
| Votants        | Votants           | Votants              | 21 203       | 78,61        |
| Abstention     | Abstention        | Abstention           | 5 770        | 21,39        |
| Blancs et nuls | Blancs et nuls    | Blancs et nuls       | 64           | 0,30         |
| Exprimés       | Exprimés          | Exprimés             | 21 139       | 99,70        |

*sortant

### Arrondissement de Quimperlé
Quimperlé regroupe l'ensemble des cantons de l'arrondissement de Quimperlé.
| Candidats      | Candidats          | Étiquette           | Premier tour | Premier tour |
| Candidats      | Candidats          | Étiquette           | Voix         | %            |
| -------------- | ------------------ | ------------------- | ------------ | ------------ |
|                | James de Kerjégu * | Progressite libéral | 11 620       | 96,75        |
|                | Eugène Bastard     | POF                 | 35           | 0,30         |
|                |                    |                     |              |              |
| Inscrits       | Inscrits           | Inscrits            | 15 560       | 100,00       |
| Votants        | Votants            | Votants             | 12 010       | 77,19        |
| Abstention     | Abstention         | Abstention          | 3 550        | 22,81        |
| Blancs et nuls | Blancs et nuls     | Blancs et nuls      | 355          | 2,96         |
| Exprimés       | Exprimés           | Exprimés            | 11 655       | 97,04        |

*sortant

## Députés élus
| Députés | Députés                   | Parti                           | Fonctions lors de l'élection en 1902                                      |
| ------- | ------------------------- | ------------------------------- | ------------------------------------------------------------------------- |
|         | Auguste Isnard *          | Radical-socialiste              | Avocat.                                                                   |
|         | Georges Le Bail           | Radical-Union démocratique      | Conseiller général du Plogastel-Saint-Germain, maire de Plozévet. Avocat. |
|         | Louis Dubuisson *         | Union démocratique              | Conseiller général de Châteauneuf-du-Faou. Médecin.                       |
|         | Émile Cloarec             | Union démocratique              | Maire de Ploujean. Avoué.                                                 |
|         | Louis Hémon *             | Progressiste-Union démocratique | Conseiller général de Fouesnant. Avocat.                                  |
|         | James de Kerjégu *        | Progressiste libéral            | Conseiller général du Scaër. Diplomate.                                   |
|         | Yves-Gabriel Miossec *    | Progressiste libéral            | Commerçant.                                                               |
|         | Hippolyte Gayraud *       | Rallié-Démocrate chrétien       | Abbé, Théologien.                                                         |
|         | Albert de Mun *           | Rallié-Conservateur             | Conseiller général de Plouzévédé, maire de Cléder. Propriétaire agricole. |
|         | François-Émile Villiers * | Conservateur                    | Conseiller général de Daoulas. Chef de cabinet, propriétaire agricole.    |